# Ludwig Nghiêm khắc
Ludwig Nghiêm khắc (tiếng Đức: Ludwig der Strenge; 13 tháng 4 năm 1229 ở Heidelberg - 02 tháng 2 năm 1294, cũng ở đó), còn gọi là Ludwig II xứ Bayern, là Công tước xứ Thượng Bayern và Pfalzgraf ở Rhein từ 1255. Sinh ra tại Heidelberg ông là con trai của công tước Otto II và Agnes của Pfalz. Bà là con gái của Welf Henry V, Pfalzgraf ở Rhein, ông nội của bà là Heinrich Sư tử và Conrad của Hohenstaufen. Khi cha mất 1253, Ludwig II cùng em là Heinrich I, công tước của Niederbayern cai trị công quốc Bayern và Bá quốc Pfalz ở Rhein (Kurpfalz) cho đến khi 2 bên thỏa thuận chia đôi đất nước.